# Les Horribles Cernettes (zdjęcie)
Les Horribles Cernettes (zdjęcie) – pierwsze opublikowane zdjęcie w internecie. Do jego publikacji doszło 18 lipca 1992 roku na stronie ośrodka naukowo badawczego CERN. Zdjęcie trafiło do działu ciekawostek. Przedstawia ono cztery dziewczyny Angelę Higney, Michele de Gennaro, Colette Marx-Nielsen i Lynn Veronneau wokalistki zespołu Les Horribles Cernettes pozujące w lekko prowokacyjnych pozach ubrane w stroje balowe. Zdjęcie wykonał chłopak jednej z dziewczyn, Silvano de Gennaro (pracownik CERN) na corocznym festiwalu muzycznym dla informatyków, na którym zespół występował.

## Historia zdjęcia
Zdjęcie miało być okładką pierwszego albumu zespołu. Silvano de Gennaro postanowił je jednak opublikować w dopiero co wówczas raczkującej sieci Internet i tak z pomocą Tima Bernersa-Lee (twórcy języka HTML) najpierw zdjęcie obrobili w pierwowzorze Photoshopa, a potem tak przetworzone zdjęcie opublikowali w sieci na stronie CERN. Jak twierdzili chcieli w ten sposób ożywić internet pokazując, że może on służyć nie tylko do edukacji, ale również do rozrywki. Uznali też, że kilka pięknych kobiet z pewnością może przyciągnąć ludzi do mało jeszcze wówczas rozpowszechnionego Internetu.